# Almodóvar del Campo
Pour les articles homonymes, voir Almodovar.
Almodóvar del Campo est une commune d'Espagne de la province de Ciudad Real dans la communauté autonome de Castille-La Manche.

## Géographie
Sur le territoire de la commune se trouvent Los Castillejos Volcánicos de La Bienvenida, un des meilleurs exemples de cheminées volcaniques associées avec des laves dans la province volcanique du Campo de Calatrava, qui a le statut de monument naturel.

## Personnalité liée à la commune
- Saint Jean-Baptiste de la Conception (1561-1613), religieux trinitaire espagnol, réformateur de sa famille religieuse.

## Administration
| Période                                  | Période | Identité | Étiquette | Qualité |
| ---------------------------------------- | ------- | -------- | --------- | ------- |
|                                          |         |          |           |         |
| Les données manquantes sont à compléter. |         |          |           |         |